# (182) Эльза
(182) Эльза (нем. Elsa) — это сравнительно небольшой астероид главного пояса, принадлежащий к светлому спектральному классу S, который, судя по кривым блеска, имеет неправильную удлинённую форму. Он был открыт 7 февраля 1878 года австрийским астрономом Иоганном Пализой. Точное происхождение названия неизвестно, но вероятней всего, что астероид был назван в честь героини оперы «Лоэнгрин», написанной Рихардом Вагнером.

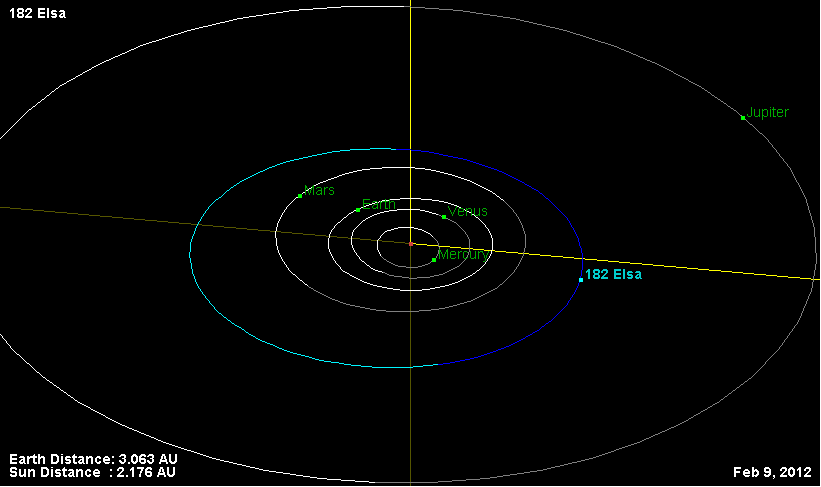
Орбита астероида Эльза и его положение в Солнечной системе

Астероид характеризуется очень большим периодом вращения, более 3 земных суток. Возможным объяснением столь медленного вращения может являться наличие довольно крупного спутника.